# Csonthülye 2. – Csapás a múltból
A Csonthülye 2. – Csapás a múltból (eredeti cím: Mr. Bones 2: Back from the Past) 2008-as dél-afrikai vígjáték, a Csonthülye folytatása.

## Cselekmény
A történet 1879-ben játszódik, amikor is a britek megszállták Kuvukiföldet. Ez időben választották Kuvukiföld királyává Hekulét. Hekule (Tongayi Chirisa) kapott egy elátkozott követ a haldokló Kunji Balanadintől (Kaseran Pillay). Csontos (Leon Schuster), a király eszetlen vajákosa egy ellenvarázslattal próbálkozik, de ez balul sül el, és a 130 évvel későbbi Durban-ban találják magukat. Ott találkoznak egy szépséges hölggyel, Reshmivel (Leeanda Reddy), aki segít nekik visszavinni a követ az eredeti helyére.

## Szereplők
| Szereplő | Színész         | Magyar hang      |
| --- | --------------- | ---------------- |
| Csontos | Leon Schuster   | Besenczi Árpád   |
| Hekule | Tongayi Chirisa | Seszták Szabolcs |
| Reshmi | Leeanda Reddy   | Németh Borbála   |
| Kunji Balanadin | Kaseran Pillay  | Holl Nándor      |
| Kerrit | Meren Reddy     | Papp Dániel      |
| Orvos | Paresh Lalloo   | Viczián Ottó     |
| További magyar hangok |                 |                  |
| Andrádi Zsanett, Barabás Kiss Zoltán, Bor László, Fellegi Lénárd, Kapácsy Miklós, Kelemen Kata, Kiss Anikó, Láng Balázs, Maróti Attila, Németh Attila, Papucsek Vilmos, Réti Szilvia, Stern Dániel, Szokol Péter |                 |                  |

## Televíziós megjelenések
RTL Klub, Film+, Film+ 2, Cool